# Belp
Belp (toponimo tedesco) è un comune svizzero di 11 534 abitanti del Canton Berna, nella regione di Berna-Altipiano svizzero (circondario di Berna-Altipiano svizzero); ha lo status di città.

## Storia
Il 1º gennaio 2012 ha inglobato il comune soppresso di Belpberg.

## Monumenti e luoghi d'interesse

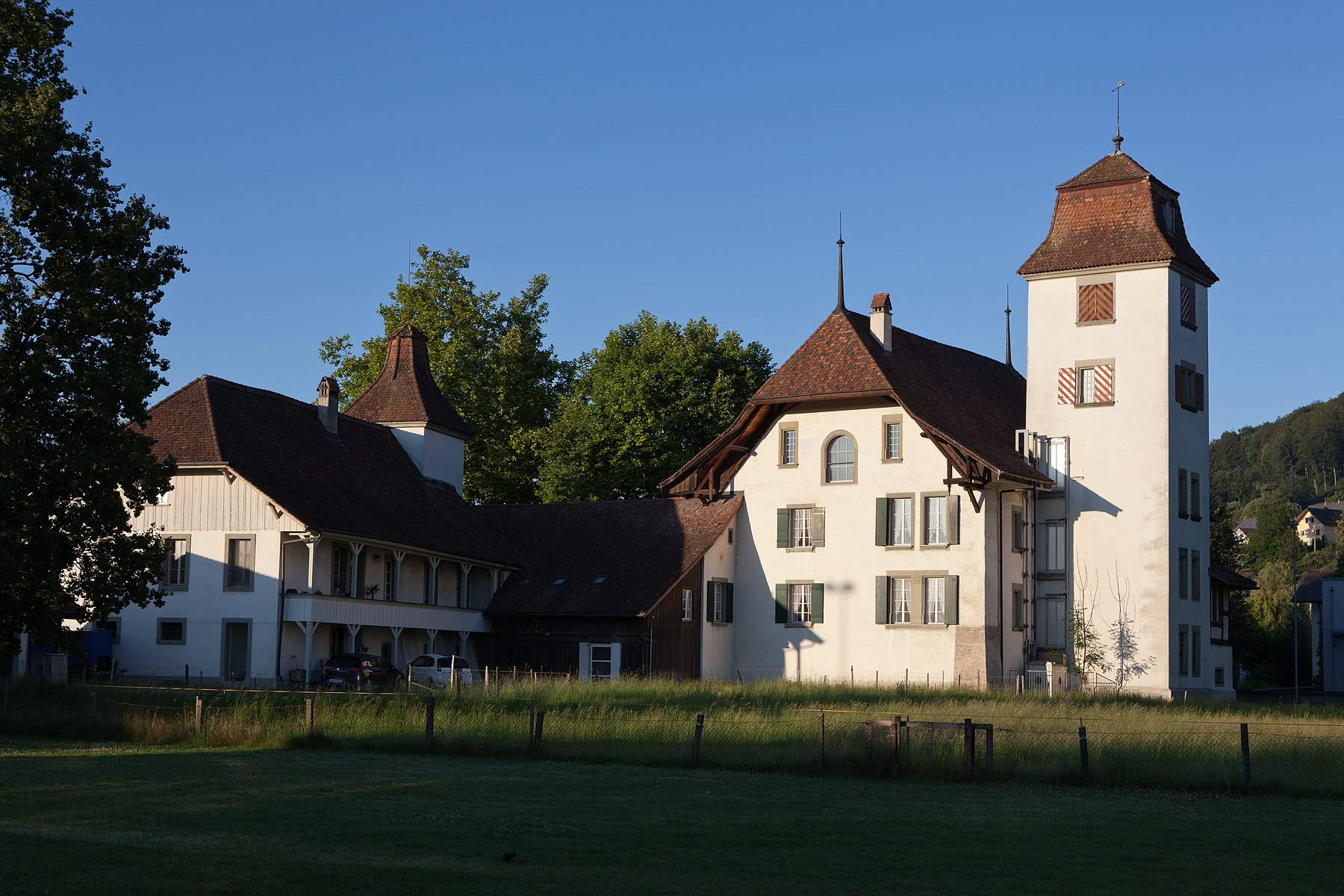
Il Castello Vecchio

- Chiesa riformata (già dei Santi Pietro e Paolo), attestata dal 1228[1];
- Castello Vecchio (Schloss Belp), eretto dopo il 1554 e ampliato nel 1636-1644[1];
- Castello Nuovo (Neuschloss Belp), eretto nel 1740[1].

## Società

### Evoluzione demografica
L'evoluzione demografica è riportata nella seguente tabella:
Abitanti censiti

## Geografia antropica

### Frazioni
- Belpberg[3]
  - Hofstetten
  - Linden
  - Oberhäusern
- Heitern
- Hofmatt
- Viehweide

### Quartieri
- Eissel
- Hühnerhubel
- Montenach
- Schafmatt

## Infrastrutture e trasporti

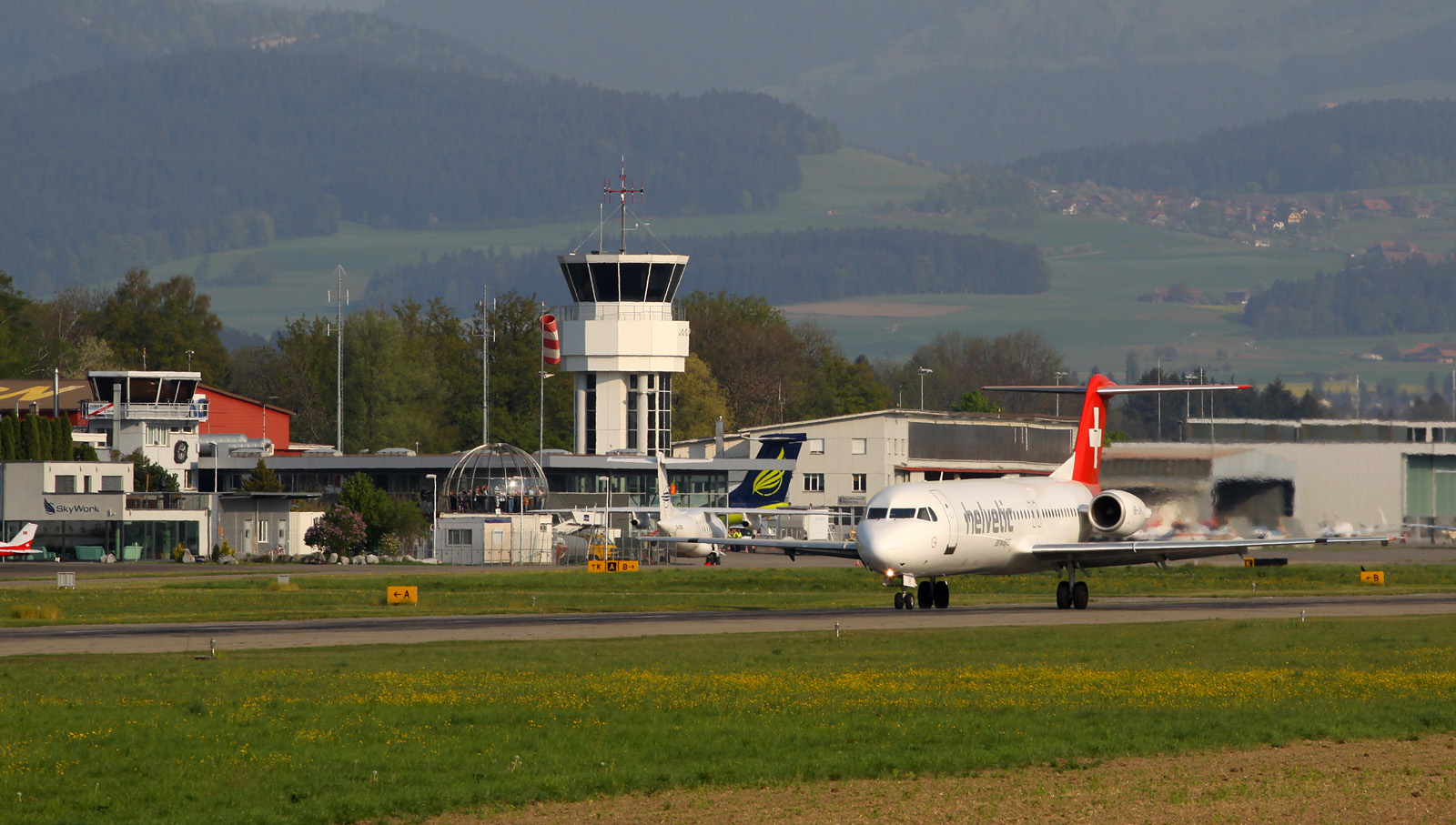
L'aeroporto di Berna

Belp è servita dall'omonima stazione sulle linee S3 e S31 della rete celere di Berna.
Nel territorio comunale sorge l'aeroporto di Berna; vi ha sede la compagnia aerea SkyWork Airlines.

## Amministrazione
Ogni famiglia originaria del luogo fa parte del cosiddetto comune patriziale e ha la responsabilità della manutenzione di ogni bene ricadente all'interno dei confini del comune.